# Angelique Tenkū no Requiem
Pour les manga, séries animées, et drama CD tirés du jeu, ainsi que pour les autres jeux de la série, voir Angelique (série).
Angelique Tenkū no Requiem (アンジェリーク 天空の鎮魂歌, ou Tenkuu no Requiem) est un jeu vidéo de rôle de la franchise Angelique, sorti en 1998.

## Présentation
Le jeu, développé par Koei, sort au Japon initialement le 2 avril 1998 sur la console PC-FX, puis ressort le 4 février 1999 sur PlayStation. Contrairement aux autres jeux de la franchise, dont Angelique (Special) et Angelique Special 2 sortis précédemment, ce n'est pas un pur jeu de simulation de drague mais un jeu de rôle, bien qu'il contienne quand même des éléments de jeu de drague. Il est donc considéré comme un jeu "hors série" dans la franchise, le deuxième après Fushigi no Kuni no Angelique de 1996. Il se déroule dans l'univers du précédent jeu Angelique Special 2 sorti deux ans auparavant, dont il reprend les personnages et l'héroîne, Angelique Collet.
Le jeu sera suivi par la version Angelique Duet du jeu initial en 1998, puis par un autre jeu "hors série" de la franchise, Sweet Ange en 1999, avant le prochain jeu de la série régulière, Angelique Trois en 2000. Les deux épisodes de l'OAV Angelique - Shiroi Tsubasa no Memoire qui sort cette année-là racontent les évênements qui se sont produits entre Tenkū no Requiem et Angelique Trois.
Plusieurs histoires contant les origines de Leviath et ses chevaliers paraissent en 1998 dans le magazine Angelique Love Love Tsushin consacré à la série ; ces histoires sont ensuite publiée ensemble sous la forme d'un light novel : Angelique Tenkū no Requiem ~Kuroki Tsubasa no Moto ni~. Epuisé, il est republié treize ans après, le 22 juillet 2011, pour servir de base à un nouveau jeu de la franchise, Angelique - Maren no Rokukishi, qui sort le 17 novembre 2011 et sert donc de prequel au jeu Tenkū no Requiem.

## Histoire
Angelique Collet doit délivrer la reine Angelique Limoges retenue prisonnière avec ses gardiens par l'empereur Leviath et ses chevaliers ; elle est aidée par un nouveau personnage, le mystérieux Arios.

## Personnages
| Principaux - Angelique Collet - Arios - Victor - Sei-Lan - Timka - Ernst - Mel - Marchant | Gardiens - Julious - Clavis - Randy - Lumiale - Oscar - Marcel - Zephel - Olivie - Luva | Chevaliers - Leviath - Kiefar - Cain - Giovanni - Eugene - Gerhard - Sionna - Renaud - Ka-Fai - Walter | Secondaires - Reine Angelique (Limoges) - Rosalia (de Catargena) - Rachel Hart - Roxy - Ellis |